# Luis Álvarez
Luis Álvarez, född 13 april 1991, är en mexikansk bågskytt. Han deltog vid olympiska sommarspelen 2012 och olympiska sommarspelen 2020.